# Óscar de la Puente Raygada
Óscar de la Puente Raygada (Lima, 4 de octubre de 1938) es un abogado, empresario y político peruano. Durante el gobierno de Alberto Fujimori asumió la presidencia del Consejo de Ministros del Perú a raíz de la renuncia de Alfonso de los Heros por el autogolpe de estado del 5 de abril del año 1992, manteniéndose en el cargo hasta el 28 de agosto del año 1993. Fue también ministro de Relaciones Exteriores, ministro de Vivienda, Construcción y Saneamiento y ministro de Educación durante el primer régimen fujimorista.

## Biografía
Óscar de la Puente nació el día 4 de octubre del año 1938 en la ciudad de Lima en Perú. Es hijo de José Ricardo Lizandro de la Puente Cárdenas y de Sara Rafaela Raygada Peñafiel.
Es abogado de profesión y también se ha dedicado a la actividad empresarial.
Fue designado como ministro de Educación en diciembre de 1990, cargo que ocupó hasta noviembre de 1991.  
En noviembre de 1991 fue nombrado Ministro de Vivienda, Construcción y Saneamiento. 
Tras el autogolpe de 1992, que ocasionó una ruptura constitucional, fue designado Presidente del Consejo de Ministros del autodenominado “Gobierno de Emergencia y Reconstrucción Nacional”, que se quiso sustentar con el Decreto Ley N.º 25418, dictado el 6 de abril de 1992, denominado “Ley de Bases del Gobierno de Emergencia y Reconstrucción Nacional”, y cuya lectura hizo durante la ceremonia de juramentación de su gabinete ministerial. El 24 de abril de ese mismo año asumió la cartera de Relaciones Exteriores, reemplazando a Augusto Blacker Miller, quien renunció por sus diferencias con el ministro de Economía Carlos Boloña.
Durante su período como primer ministro se fusionaron los Ministerios de Vivienda y Construcción y de Transportes y Comunicaciones, por Decreto Ley N.º 25491 del 7 de mayo de 1992.
De los seis jefes de gabinete que tuvo el primer gobierno fujimorista, el presidido por Óscar de la Puente fue el de mayor duración: 509 días en total, del 6 de abril de 1992 a 28 de agosto de 1993, beneficiado por el apoyo de la mayoría de la población peruana a las medidas de carácter excepcional dadas por el presidente Fujimori.
Su paso por la Cancillería es recordado negativamente por haber firmado y puesto en ejecución la Resolución Suprema Nº 453-92-RE del 29 de diciembre de 1992, la cual, sin fundamento alguno, cesó a 117 diplomáticos con el pretexto de "reorganización" del servicio diplomático. Paralelamente, al rebajar cinco años la edad de jubilación por categoría diplomática, se incrementó paulatina y notablemente el número de cesados. Fue una purga muy radical, que comprometió a la tercera parte del personal diplomático en actividad. Dicha medida ya había sido planeada por el gobierno de Alberto Fujimori con anterioridad, desde fines de 1990, pero los anteriores cancilleres se habían negado a ponerla en ejecución.
En el plano de las relaciones con Chile, De la Puente impulsó las llamadas "Convenciones de Lima", que terminó por suscribirlas en mayo de 1993 con el canciller chileno Enrique Silva Cimma, mediante las cuales se estructuraba una solución jurídica con respecto a los puntos pendientes del Tratado de Lima de 1929. Esos documentos no fueron ratificados por los respectivos parlamentos.

## Procesos judiciales
En el 2003, el Gobierno peruano le retiró las condecoraciones de la Orden del Sol y la Orden al Mérito por Servicios Distinguidos, ambas en el grado de gran cruz, que le fueron otorgadas en 1992. Según la resolución del Ministerio de Relaciones Exteriores del Perú, se dio su nombre de baja de la lista de condecorados por acto deshonroso o infamante. 
Tras la restauración de la democracia, fue sometido a proceso judicial junto con otros diez ministros del régimen fujimorista, por avalar y/o participar en el autogolpe de 1992. El 26 de noviembre del 2007 la Sala Penal Especial de la Corte Suprema sentenció a De la Puente a cuatro años de prisión suspendida bajo reglas de conducta, así como al pago de tres millones de nuevos soles de reparación civil que deberán pagar todos los encausados de manera solidaria.